# Carl Berner (politiker)
 For alternative betydninger, se Carl Berner. (Se også artikler, som begynder med Carl Berner)
Carl Christian Berner (født 20. november 1841, død 25. maj 1918) var en norsk politiker. Han var fætter til Hagbard Emanuel, Axel Olaf og Søren Hjalmar Normann Berner samt far til arkitekterne Jørgen og Carl Berner.
Berner blev cand. phil. 1861 og i 1874 direktør for den nyoprettede tekniske skole i Bergen (i dag en del af Høgskolen i Bergen). På sit nye hjemsted kom han snart til at indtage en fremtrædende stilling i det politiske liv, blev medstifter af byens Venstreforening og indvalgtes 1883 i kommunalbestyrelsen. 1886 kom han ind på Stortinget, blandt hvis ledende mænd han i den følgende menneskealder kom til at høre. Han var repræsentant for Bergen 1886-91 og 1895-1903 og for Sarpsborg 1903-09; allerede i perioden 1886-88 blev han præsident i Odelstinget, og fra 1898 var han præsident i Stortinget.
Sit ry som klog, behændig og indflydelsesrig politisk leder hævdede Berner første gang, da han under ministerkrisen 1891 optrådte som forslagsstiller og talsmand for den efter ham benævnte dagsorden, hvis vedtagelse 23. februar samme år bevirkede det konservative ministerium Stangs afgang. Berner modtog da kongemagtens opfordring til at danne den nye regering, men afslog såvel ministerchefstillingen som at blive statsminister og chef for statsrådsafdelingen i Stockholm, medens han accepterede at gå ind i den af Venstres gamle parlamentariske fører, rektor Steen 6. marts 1891 dannede regering, sammen med hvilken han gik af 2. maj 1893, hvorefter han resten af den løbende Stortingsperiode officielt var uden for det politiske liv.
Valgene i efteråret 1894 bragte ham atter i forgrunden, og der blev efterhånden betroet ham de højeste æres- og tillidshverv inden for partiet, ligesom hans råd ved alle vigtige politiske afgørelser blev indhentede. Særlig betydningsfuld blev Berners medvirken i den unionelle politik og i den aktion fra norsk side, som førte til opløsningen af unionen mellem Sverige og Norge. Foruden at han i den
kritiske periode 1903-06 var Stortingets præsident, medlem af Lagtinget og af valg-, fuldmagt- og konstitutionskomiteerne, var han 1905 ordfører i den til konsulatsagens gennemførelse nedsatte specialkomité, ledede Stortingets forhandlinger i de epokegørende møder, der fik sin største dag den 7. juni, var om efteråret en af Norges delegerede i Karlstad ved forhandlingne med Sverige om uionens opløsning og afvikling, ligesom han var ordfører for den Stortingsdeputation, som 20. november i København overbragte Danmarks konge budskabet om, at hans sønnesøn, prins Carl, var valgt til Norges konge, samt af den deputation, som repræsenterede Stortinget ved kroningen i Trondhjem 22. juni 1906.
Efter de nye valg i efteråret 1906 var Berner Stortingets leder for den gruppe, som 13. marts 1908 nægtede ministeriet Løvland et begæret tillidsvotum og derved banede vej for dannelsen af Gunnar Knudsens første regering. Ved valgene efteråret 1909 frasagde Berner sig genvalg og trådte dermed ud af det politiske liv og levede senere for sit embede som stempelpapirforvalter, til hvilket han blev udnævnt 1899, og for en række repræsentative og administrative hverv af upolitisk art; han var således siden 1899 medlem af Nansen-fondets bestyrelse, siden 1904 af Stortingets Nobelkomité og siden 1906 formand i det over hele jorden udbredte "Nordmandsforbund", blandt hvis stiftere han samme år var. Et vidnesbyrd om den høje anseelse, hans deltagelse i det parlamentariske liv indbragte ham, er det, at hans portræt i legemsstørrelse, malet af Christian Krohg, blev overbragt Stortinget som gave 5. juni 1906.